# Li Xi
Li Xi är en kinesisk kommunistisk politiker. Han är chef för kommunistpartiets centrala kommission för disciplininspektion och är den lägst rankade ledamoten i politbyråns ständiga utskott.

## Bakgrund
Åren 1975-1976 tillbringade Li i folkkommunen Yunping i sin hembygd i Liangdang.
Han har starka band till Xi Jinping som går tillbaka till 1980-talet då han arbetade som assistent till partichefen Gansu och lärde känna Xi Zhongxun, Xi Jinpings far.

## Politisk karriär
2017 blev Li utnämnd till partichef i Guangdong och blev samma år invald i politbyrån i Kinas kommunistiska parti. I Guangdong har han verkat för att få bukt med korruptionen och arbetat på Xi Jinpings projekt Ett bälte, en väg. På den 20:e partikongressen 2022 blev han invald i politbyråns ständiga utskott.